# Казенное (Альменевский район)
Казенное — село в Альменевском районе Курганской области России. Административный центр Казенского сельсовета.

## История
Оренбургская губерния, Челябинского уезда, Ичкинская волость, Село Казенное. Год образования – 1880 год. Владельческий участок под названием Казенная статья, 20 дворов, 70 душ. Проживало русское население.
В годы становления Советской власти, в 1919 году село вошло в Яланский кантон с центром в с.Танрыкулово. Кантональные органы непосредственно подчинялись столице Башкирии Стерлитамаку, расположенному почти в тысячи километрах от кантона. В с. Казенное располагался - Здравотдел кантона, здесь находились больница и эпидемический барак (инфекционный отдел), на  них возлагались функции по организации и принятию мер по борьбе с эпидемиями.
В 1921 году, банды белогвардейцев ворвались в с. Казенное и, при помощи местных кулаков, выявили и зарубили коммунистов шашками.(В их числе - Кильметов, милиционеры Подкорытов, Бунин, Гладких, Гатиятуллин). Могила Подкорытова, Бунина , Гладких в настоящее время находится в парке в с. Казенное. Их останки были перезахоронены в 1973 году, до 1973 года эта могила находилась по ул. Береговой на окраине села.
По данным на 1926 год состояла из 76 хозяйств. В административном отношении являлось центром Казëннинского сельсовета Катайского района Челябинского округа Уральской области.
В 1928 году начались образования ТОЗов, в 1930 году с. Казенное вошло в образовавшийся колхоз «Победа». Первым председателем колхоза был Толмачев. Первым председателем сельсовета был назначен Хуртин Федор Степанович.
В 1940 году на территории с. Казенное было 30 дворов, население 141 человек (данные сельсоветского учета Ф-2 1940г.)
После начала Великой Отечественной войны все мужчины ушли на фронт, на тракторах работали женщины.
В 1950 году произошло вливание в колхоз «Победа» еще 4 соседних хозяйств д. Зеникай - колхоз «Красный партизан», д.Ново-Аминево - колхоз «Второй красный пахарь», Килей-Казаккулово – колхоз «Вольный труд» и Тимяково – колхоз «Кэзэл-байрак».
С 1953 по 1957 годы хозяйство носило имя Хрущева.
С 1958-1964 годы снова колхоз «Победа», с 1964 года колхоз стал называться имени Фрунзе. В 2001 году прошла переорганизация - образовалась организация ООО «Казенское», в 2007 году данная организация обанкротилась и перестала существовать. Имущество было распродано, население в настоящее время занимается личным подсобным хозяйством.

## География
Село находится на юго-западе Курганской области, в пределах южной части Западно-Сибирской равнины, в лесостепной зоне, на северном берегу озера Бурекескем, на расстоянии примерно 25 километров (по прямой) к юго-западу от села Альменева, административного центра района. Абсолютная высота — 170 метров над уровнем моря.
Климат
Климат характеризуется как континентальный с недостаточным увлажнением, холодной малоснежной зимой и тёплым сухим летом. Средняя многолетняя температура самого холодного месяца (января) составляет −17,7°С, температура самого тёплого (июля) — +25,2°С. Среднегодовое количество осадков — 370—380 мм. Снежный покров держится в течение 150—160 дней в году.
Часовой пояс
Село Казенное, как и вся Курганская область, находится в часовой зоне МСК+2. Смещение применяемого времени относительно UTC составляет +5:00.

## Население
| 1891 | 1900 | 1916 | 1926 | 1989 | 2002 | 2010 |
| ---- | ---- | ---- | ---- | ---- | ---- | ---- |
| 51   | ↗70  | ↗138 | ↗362 | ↗607 | ↘498 | ↘414 |

По данным переписи 1926 года в деревне проживало 362 человека (161 мужчина и 201 женщина), в том числе: русские составляли 100 % населения.
Гендерный состав
По данным Всероссийской переписи населения 2010 года в гендерной структуре населения мужчины составляли 50,5 %, женщины — соответственно 49,5 %.
Национальный состав
Согласно результатам Всероссийской переписи населения 2002 года, в национальной структуре населения русские составляли 48 %, башкиры — 47 %.

## Улицы
Уличная сеть населённого пункта состоит из трёх улиц и семи переулков.